# Série concept en bande dessinée
La série concept en bande dessinée (parfois nommée série-concept ou série à concept), est une suite d’albums de bande dessinée qui ne constituent pas une histoire à suivre mais une succession de récits indépendants, se déroulant dans un univers commun ou traitant d’un thème commun. Le plus souvent, chaque album de la série concept est réalisé par un tandem d’auteurs différents, supervisé par le responsable éditorial.

## Prémices : l’hyper-série
Devant le succès d’une série de bande dessinée, son auteur peut vouloir lui donner une extension non prévue initialement, en écrivant une ou plusieurs séries dérivées qui prolongent l’histoire originelle : suite, présuite ou tout autre « spin-off ». L’ensemble de l’œuvre acquiert alors le statut d’hyper-série. Ainsi, à partir de Masquerouge, le scénariste Patrick Cothias a-t-il développé tout le cycle des 7 Vies de l’Épervier.
Au début de la décennie 2000, certaines séries font intervenir, dès leur conception, plusieurs dessinateurs sans qu’il soit encore question de « concept ». La mobilisation d’une équipe artistique procède davantage d’une démarche esthétique. Par exemple, Christian Godard écrit les quatre tomes d’Une folie très ordinaire (2002-2004), série dans laquelle à chaque personnage correspond un dessinateur différent, afin de mieux mettre en valeur la multiplicité des points de vue. De même, lorsque Le Triangle secret (qui deviendra la pierre angulaire d’une hyper-série) a recours à des styles visuels différents, dans une narration qui emploie beaucoup le flashback, c’est pour ne pas perdre le lecteur dans les croisements d’intrigues.
L’émergence des séries concept dans la même décennie correspond plus à une logique commerciale, en même temps qu’elle reprend, à une plus grande échelle, ce qui se faisait déjà dans les nombreux ouvrages collectifs thématiques (comme Fripons ou Paroles de…). Les one shots ainsi créés n’ont aucun rapport entre eux, sinon qu’ils répondent chacun au thème imposé.

## Apparition et développement de la série concept
Genre initié au début des années 2000, la série concept en bande dessinée se distingue des séries à suivre multi-dessinateurs comme Le Triangle secret, dont les 7 tomes forment un arc narratif complet ; elle se distingue également des collections thématiques qui comprennent plusieurs séries dans leur giron, telle que « Vécu » autour des fictions historiques.
Le précurseur du genre est le scénariste Frank Giroud avec Le Décalogue. Cette série publiée entre 2001 et 2003 est articulée autour d’un livre sacré qui regrouperait 10 commandements rédigés par Mahomet. Les dix albums indépendants, auxquels ont participé dix dessinateurs différents, peuvent se lire en suivant la chronologie historique ou dans l’ordre antéchronologique, voire dans le désordre.
Le marché de la bande dessinée franco-belge, qui reste attaché au modèle d’auteur, a pour principal inconvénient qu’au mieux un seul album sort par an. À l’ère de l’économie de l'attention, une série feuilleton dont les parutions sont trop espacées risque de perdre son public, qui n’aura pas la patience d’attendre une année (voire plus) pour lire la suite. Les éditeurs ont rapidement compris le potentiel d’une série concept : la coordination de différents dessinateurs permet de maintenir un rythme élevé de publication (de 2 à 4 albums par an).
Par la suite, le même Frank Giroud s’est entouré de 12 scénaristes et 13 dessinateurs pour composer la série Destins, en 14 tomes. Le concept est ici le suivant : à chaque fin d’album, la protagoniste Ellen est confrontée à un dilemme. Elle peut, à chaque fois, choisir entre deux attitudes radicalement différentes. Les 2 tomes suivants présentent les existences possibles qui découlent de sa décision. Tous les destins parallèles d’Ellen convergent vers un album final unique.
À partir de ce principe initial du dénominateur commun à plusieurs récits, les séries concept ont été déclinées de deux manières : celles qui ont pour toile de fond un univers partagé, par exemple Elfes (cinq peuples d’elfes) et Nains (cinq ordres de nains), qui se situent dans les terres d’Arran ; et des séries plus anthologiques dans leur fond et leur forme, dont les scénarios ont pour seul point commun de traiter d’un thème défini. Pour illustrer ce dernier cas, on peut citer Le Casse, six albums racontant six hold-up dans des contextes complètement différents.

## Liste de séries concept
Après le succès du Décalogue publié par Glénat, d’autres éditeurs de bande dessinée ont suivi ce modèle. Certains scénaristes en ont fait une spécialité, à l’instar de Frank Giroud, Fred Blanchard, David Chauvel, le duo Jean-Luc Istin et Nicolas Jarry (4 séries des terres d’Arran).

### Soleil
Les Univers des Terres d’Arran (classement chronologique)
Autres séries concept (classement alphabétique)